# 9224 Železný
A 9224 Železný (ideiglenes jelöléssel 1996 AE) a Naprendszer kisbolygóövében található aszteroida. Miloš Tichý és  Zdeněk Moravec fedezte fel 1996. január 10-én.
Nevét Jan Železný (1966) olimpiai bajnok cseh gerelyhajító után kapta.